# Toxeus
Toxeus C. L. Koch, 1846 è un genere di ragni appartenente alla famiglia Salticidae.

## Distribuzione
Le 11 specie sono state reperite in Asia sudorientale, India, Filippine, Giappone, Cina, Angola.

## Tassonomia
Per la descrizione delle caratteristiche di questo genere sono stati esaminati gli esemplari tipo di T. maxillosus C. L. Koch, 1846.
Questo genere è stato rimosso dalla sinonimia con Myrmarachne a seguito di un lavoro di Prószyński del 2016.
Non sono stati esaminati esemplari di questo genere dal 2021.
Attualmente, a gennaio 2022, si compone di 11 specie:
- Toxeus bicuspidatus (Yamasaki, 2012) — Indonesia (Sulawesi)
- Toxeus cuneatus (Badcock, 1918) — Malesia
- Toxeus globosus (Wanless, 1978) — dall'Angola alla Cina
- Toxeus grossus (Edmunds & Prószynski, 2003) — Malesia
- Toxeus hirsutipalpi (Edmunds & Prószynski, 2003) — Malesia, Singapore, Indonesia (Bali)
- Toxeus jaipurensis (Prószynski, 1992) — India
- Toxeus latithoracicus (Yamasaki & Huang, 2012) — Giappone (isole Ryukyu)
- Toxeus magnus (Saito, 1933) — Taiwan
- Toxeus maxillosus (C. L. Koch, 1846)[2] — dall'Asia sudorientale alle Filippine, Indonesia (Sulawesi, Lombok)
- Toxeus septemdentatus (Strand, 1907) — Cina
- Toxeus yamasakii (Logunov, 2021) — Vietnam

### Sinonimi
- Toxeus giganteus (Zabka, 1985); posta in sinonimia con T. maxillosus (C. L. Koch, 1846 a seguito di un lavoro degli aracnologi Yamasaki e Ahmad del 2013[1].
- Toxeus gorontaloensis (Yamasaki, 2012); posta in sinonimia con T. bicuspidatus (Yamasaki, 2012 a seguito di un lavoro di Logunov (2021e)[1].